# صداع الكحول (فلم)
صداع الكحول أو أثر الثمالة (بالإنجليزية: The Hangover) هو فيلم كوميديا أمريكي 2009، من إخراج تود فيليبس وكتابة جون لوكاس وسكوت مور. الفيلم هو الأول ضمن ثلاثية صداع الكحول. من بطولة برادلي كوبر واد هيلمز وزاك غاليفياناكيس وهيذر غراهام وجوستين بارثا وجيفري تامبور.
يروي الفيلم قصة ثلاثة رجال يذهبون إلى لاس فيغاس لإقامة حفلة توديع العزوبية لصديقهم الذي على وشك الزواج. لكن هؤلاء الثلاثة يستيقضون في الصباح التالي للحفلة دون ذاكرة عنما حدث إضافة إلى اختفاء العريس، فيتوجب عليهم العثور عليه قبل موعد الزفاف.
صدر الفيلم في 5 يونيو، 2009، وحقق نجاحاً نقدي وتجاري، حيث أصبح عاشر أعلى فيلم دخلاً في 2009، مع إيرادات حول العالم تجاوزت 467 مليون$. الناقد مدحوا التوجه الكوميدي للفيلم لكنهم أنتقدوا سوقيته. ربح الفيلم جائزة الغولدن غلوب لأفضل فيلم موسيقى أو كوميديا.
صدر له جزء ثاني في 2011 أثر الثمالة الجزء الثاني، وجزء ثالث في 2013 أثر الثمالة الجزء الثالث.

## وصلات خارجية
- الموقع الرسمي
- مقالات تستعمل روابط فنية بلا صلة مع ويكي بيانات

*

The Hangover في روتن توميتوز.
- صداع الكحول في قاعدة بيانات الأفلام العربية